# كريستيان مارتينيز (لاعب كرة قدم بنمي)
كريستيان مارتينيز (بالإسبانية: Cristian Martínez) (6 فبراير 1997 ببنما في بنما - ) هو لاعب كرة قدم بنمي في مركز الوسط لعب سابقاً في نادي نجران ونادي الجندل.

## وصلات خارجية
- كريستيان مارتينيز على موقع الدوري الأمريكي (الإنجليزية)
- كريستيان مارتينيز على موقع إي إس بي إن إف سي (الإنجليزية)
- كريستيان مارتينيز على موقع قاعدة بيانات كرة القدم.إي يو (الإنجليزية)
- كريستيان مارتينيز على موقع ناشيونال فوتبول تيمز (الإنجليزية)
- كريستيان مارتينيز على موقع Soccerbase.com (لاعب) (الإنجليزية)
- كريستيان مارتينيز على موقع Soccerway.com (الإنجليزية)
- كريستيان مارتينيز على موقع عالم كرة القدم.نت (الإنجليزية)
- كريستيان مارتينيز على موقع AS.com (الإسبانية)